# 제이 로치
제이 로치(Jay Roach, 1957년 6월 14일 ~ )는 미국의 영화 감독, 영화 프로듀서, 영화 각본가이다. 영화 《오스틴 파워》 시리즈, 《미트 페어런츠》 시리즈, 《트럼보》로 잘 알려진 인물이다.

## 작품 목록
- 오스틴 파워: 제로 (1997)
- 오스틴 파워 (1999)
- 미스터리 알래스카 (1999)
- 미트 페어런츠 (2000)
- 오스틴 파워: 골드멤버 (2002)
- 미트 페어런츠 2 (2004)
- 리카운트 (2008)
- 디너 게임 (2010)
- 게임 체인지 (2012)
- 캠페인 (2012)
- 트럼보 (2015)
- 올 더 웨이 (2016)
- 밤쉘: 세상을 바꾼 폭탄선언 (2019)
- 더 로즈: 완벽한 이혼 (2025)